# 우주화학
우주화학(Cosmochemistry, 고대 그리스어 κόσμος(kósmos) '우주' 및 χημεία(khēmeía) '화학'에서 유래) 또는 화학우주론(chemical cosmology)은 우주에 있는 물질의 화학적 구성과 이러한 구성으로 이어진 과정에 대한 연구이다. 주로 운석 및 기타 물리적 샘플의 화학적 조성 연구를 통해 수행된다. 운석의 소행성 모체가 초기 태양 성운에서 응결된 최초의 고체 물질 중 일부라는 점을 감안할 때, 우주화학자들은 일반적으로 태양계 내에 포함된 물체에 관심이 있지만 배타적이지는 않다.

## 같이 보기
- 천체화학
- 지구화학